# American Metal Climax
American Metal Climax — гірничодобувна транснаціональна монополія США. Заснована 1887 року в Нью-Йорку; перейменована 1974 року на AMAX Inc., припинила існування як окрема компанія 1993 року. З 2007 року власником бізнесу колишньої American Metal Climax є компанія Freeport-McMoRan.
Виробляє вольфрамовий та молібденовий концентрат. Добуває природний газ, нафту, поташ, руди свинцю, цинку, міді і заліза.
Провадить геологорозвідувальні роботи в США, Канаді, Австралії, Ірландії, Великій Британії та інших країнах.
У 1974 році компанія була перейменована на AMAX Inc. 1993 року компанія об'єдналася з Cyprus Minerals Company, утворивши Cyprus Amax Minerals Company. Об'єднана компанія була в 1999 році приєднана до Phelps Dodge, яка, своєю чергою, 2007 року була приєднана до компанії Freeport-McMoRan.